# Юшково (Ленинградская область)
Юшково — деревня в Иссадском сельском поселении Волховского района Ленинградской области.

## История
Деревня Юшкова упоминается на карте «Ладожское озеро и Финский залив с прилегающими местами» 1745 года.
На карте Санкт-Петербургской губернии Ф. Ф. Шуберта 1834 года также обозначена деревня Юшкова.

ЮШКОВО — деревня принадлежит коллежскому асессору Балку и коллежскому советнику Иващенко, число жителей по ревизии: 38 м. п., 28 ж. п. (1838 год)

Деревня Юшкова отмечена на карте профессора С. С. Куторги 1852 года.

ЮШКОВО — деревня наследников Иващенко и капитана 2 ранга Балка, по просёлочной дороге, число дворов — 10, число душ — 31 м. п. (1856 год)

ЮШКОВО — деревня владельческая при реке Волхове, число дворов — 11, число жителей: 43 м. п., 45 ж. п. (1862 год)

В 1864—1865 годах временнообязанные крестьяне деревни выкупили свои земельные наделы у О. С. Балка и стали собственниками земли.
Согласно материалам по статистике народного хозяйства Новоладожского уезда 1891 года усадьба Юшково-Вельцы площадью 742 десятины принадлежала дочерям коллежского советника М., З. и Л. Т. Заушкевич, имение было приобретено до 1868 года. Кроме того, одно имение при селении Юшково площадью 20 десятин принадлежало крестьянке Ярославской губернии А. И. Мягковой, имение было приобретено в 1869 году за 540 рублей, второе имение площадью 237 десятин принадлежало купцу А. В. Ерохину, имение было приобретено в 1884 году за 4100 рублей.
В конце XIX века деревня административно относилась к Иссадской волости 1-го стана Новоладожского уезда Санкт-Петербургской губернии, в начале XX века — 2-го стана.
По данным «Памятной книжки Санкт-Петербургской губернии» за 1905 год деревня называлась Юшкова. Земли деревни в размере 502 десятин принадлежали дочерям коллежского советника Вельца — Марии, Зинаиде и Любови Тимофеевне Заушкевич.
Согласно карте Петроградской и Новгородской губерний 1915 года деревня называлась Юшкова.
С 1917 по 1919 год деревня Юшково входила в состав Горского сельсовета Иссадской волости Новоладожского уезда.
С 1919 года в составе Юшковского сельсовета.
С 1923 года в составе Иссадского сельсовета Октябрьской волости Волховского уезда.
Согласно данным переписи населения СССР 1926 года в деревне Юшково проживали 111 человек — большинство русские, а также латыши и эстонцы.
С 1927 года в составе Волховского района.
По данным 1933 года деревня Юшково входила в состав Иссадского сельсовета Волховского района.

План деревни Юшково. 1941 год

Согласно топографической карте РККА 1941 года деревня насчитывала 14 дворов.
С 1946 года в составе Новоладожского района.
В 1951 году население деревни Юшково составляло 154 человека.
В 1958 году население деревни Юшково составляло 134 человека.
С 1963 года вновь в составе Волховского района.
По данным 1966, 1973 и 1990 годов деревня Юшково также входила в состав Иссадского сельсовета.
В 1997 году в деревне Юшково Иссадской волости проживали 196 человек, в 2002 году — 181 человек (русские — 92 %).
В 2007 году в деревне Юшково Иссадского СП — 177.

## География
Деревня находится в северной части района к юго-востоку от города Новая Ладога, на автодороге Р21 (E 105) «Кола» (Санкт-Петербург — Петрозаводск — Мурманск) в месте пересечения её автодорогой 41А-006 (Зуево — Новая Ладога).
Расстояние до административного центра поселения — 4 км.
Расстояние до ближайшей железнодорожной станции Волховстрой I — 23 км.
Деревня расположена на левом берегу реки Волхов в месте впадения в неё двух безымянных ручьёв..

## Демография
| 1862 | 2002 | 2007 | 2010 | 2017 |
| ---- | ---- | ---- | ---- | ---- |
| 88   | ↗181 | ↘177 | ↘163 | ↗176 |

### Национальный состав
Согласно данным Всероссийской переписи населения 2021 года в деревне проживали 99 человек, из них:
 русские — 97, белорусы — 1, другие национальности — 1 человек.

## Улицы
Мостопоезд, Новоладожская, Строительная.